# Дупе-Дял (Понор, Алба)
Дупе-Дял (рум. După Deal) — село у повіті Алба в Румунії. Входить до складу комуни Понор.
Село розташоване на відстані 295 км на північний захід від Бухареста, 30 км на північний захід від Алба-Юлії, 51 км на південь від Клуж-Напоки.

## Населення
За даними перепису населення 2002 року у селі проживали 107 осіб, усі — румуни. Усі жителі села рідною мовою назвали румунську.